# Ken James
Kenneth Robert „Ken” James (ur. 19 stycznia 1945 w Curwensville w Pensylwanii) – australijski koszykarz, olimpijczyk.
Reprezentował Australię na Letnich Igrzyskach Olimpijskich 1972, które odbyły się w Monachium, zajmując 9. miejsce.